# Empis ceylonica
Empis ceylonica är en tvåvingeart som beskrevs av Mario Bezzi 1904. Empis ceylonica ingår i släktet Empis och familjen dansflugor.
Artens utbredningsområde är Sri Lanka. Inga underarter finns listade i Catalogue of Life.